# Stijn Steels
Stijn Steels (* 21. August 1989 in Gent) ist ein ehemaliger belgischer Radrennfahrer.

## Karriere
Als Juniorenfahrer widmete sich Steel vor allem dem Bahnradsport und wurde insgesamt sechsmal belgischer Meister in den Disziplinen Mannschaftsverfolgung, Madison, Teamsprint, Einerverfolgung und Omnium. 2007 siegte er im Omloop der Vlaamse Gewesten.
In seinem ersten Erwachsenjahr 2008 war er zusammen mit Tosh Van Der Sande beim UIV Cup in Gent, einem Madison-Wettbewerb erfolgreich. In der Folgezeit war er vermehrt im Straßenradsport aktiv.
Nachdem Steels 2010 und 2011 für UCI Continental Teams fuhr und 2013 seinen ersten Vertrag bei einem UCI Professional Continental Team, der Mannschaft Crelan-Euphony, hatte, schloss er sich 2014 Topsport Vlaanderen-Baloise, für das er bis zum Saisonende 2017 fuhr. In dieser Zeit hatte er seine größten Erfolge. Er gewann mit Dwars door de Vlaamse Ardennen 2015 und Grand Prix de la Ville de Lillers Souvenir Bruno Comini 2016 zwei Rennen der zweiten UCI-Kategorie und wurde 2016 Dritter von Schaal Sels Merksem, einem Rennen der ersten Kategorie.
Nach Zwischenstationen bei Roompot-Charles und Vérandas Willems-Crelan wechselte Steels 2020 zu Deceuninck-Quick-Step, konnte für dieses UCI WorldTeam aber keine vorderen Platzierungen erzielen. Nachdem er von seiner Mannschaft keine Vertragsverlängerung erhalten hatte, beendete er nach Ablauf der Saison 2022 seine Laufbahn als Aktiver.

## Familie
Stijn Steels ist ein Neffe des ehemaligen erfolgreichen belgischen Radprofis Tom Steels.

## Erfolge
2006
- Belgischer Meister – Mannschaftsverfolgung (Junioren) mit Matthias Allegaert, Jens Debusschere und Gieljan Engelrelst
- Belgischer Meister – Madison (Junioren) mit Frédérique Robert

2007
- Belgischer Meister – Teamsprint (Junioren) mit Frédérique Robert und Timothy Stevens
- Belgischer Meister – Einerverfolgung (Junioren)
- Belgischer Meister – Madison (Junioren) mit Frédérique Robert
- Belgischer Meister – Omnium (Junioren)

2008
- UIV Cup – Gent mit Tosh Van Der Sande

2015
- Dwars door de Vlaamse Ardennen

2016
- Grand Prix de la Ville de Lillers